# Iklanberény
Iklanberény è un comune dell'Ungheria di 42 abitanti (dati 2001). È situato nella contea di Vas.